# Христо Старшията
Христо Старшията е български революционер, бунархисарски войвода на Вътрешната македоно-одринска революционна организация.

## Биография
Христо Старшията е роден в Стара Загора, тогава в Османската империя, днес в България. Присъединява се към ВМОРО и през юли 1903 година влиза в Бунархисарско с четата на Димитър Ташев. През Илинденско-Преображенското въстание Христо е войвода на смъртната дружина от Курудере.